# Gradina (Travnik, BiH)
Gradina je naseljeno mjesto u općini Travnik, Federacija Bosne i Hercegovine, BiH.
Nalazi se zapadno od Travnika, u dolini Lašve.

## Stanovništvo

### 1991.
Nacionalni sastav stanovništva 1991. godine, bio je sljedeći:
ukupno: 609
- Muslimani - 605
- Jugoslaveni - 2
- ostali, neopredijeljeni i nepoznato - 2

### 2013.
Nacionalni sastav stanovništva 2013. godine, bio je sljedeći:
ukupno: 383
- Bošnjaci - 377
- ostali, neopredijeljeni i nepoznato - 6